# Chiesa di San Pietro (Zuri)

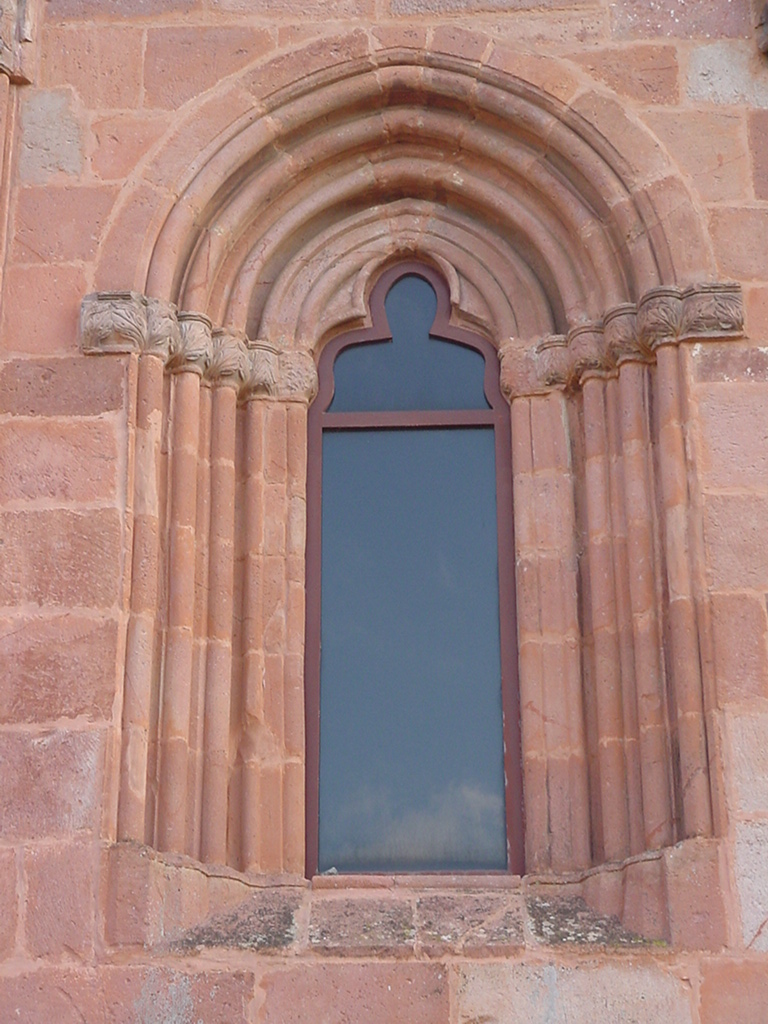
Finestra gotica sul prospetto laterale

La chiesa di San Pietro apostolo di Zuri, frazione di Ghilarza in provincia di Oristano, è un luogo di culto cattolico del XIII secolo, in stile romanico lombardo con elementi gotici.

## Storia
La chiesa fu costruita per volontà del judike di Arborea Mariano II, nella persona di sua madre la badessa Sardigna de Lacon; progettata e costruita dall'architetto Anselmo da Como, il cui nome è riportato su un'epigrafe in facciata. Nella stessa epigrafe, oltre al nome dell'architetto, è riportata anche la data della consacrazione della chiesa (1291).
Originariamente la chiesa si trovava nel fondo valle, ma nel 1923, a causa della costruzione del bacino artificiale del Tirso, fu smontata e ricostruita su un'altura dove si trova attualmente. La chiesa appartiene alla diocesi di Alghero-Bosa.
La chiesa è a navata unica e termina con un'abside semiesagonale con tre arcate poggianti su colonnine che fu realizzata, in sostituzione di quella preesistente, probabilmente nella prima metà del XIV secolo. La parte superiore della facciata è ricostruita, in seguito ad un crollo avvenuto nel XVI secolo. Sempre nella facciata si dispongono degli elementi scultorei di ottima qualità, si può osservare la scena biblica di Daniele nella fossa dei leoni. Si ritiene inoltre che vi sia rappresentata la più antica raffigurazione del ballo sardo, ma è più appropriato dedurre che si tratti di scene di pellegrini in cammino. L'interno dell'edificio è molto semplice.

La chiesa è stata oggetto, tra il maggio del 2010 e il maggio del 2012, di un importante progetto di ricerca dove un'innovativa procedura sistematica termovalutativa, messa a punto dal Gianluca Cuozzo dell'Università di Cagliari, basata su codici e classi da attribuire in funzione al degrado e alla priorità di intervento di restauro rilevati, ha consentito diagnosticare lo stato attuale di conservazione e di predire la propensione al degrado su base oggettiva, stabilendo l'esatto contesto tecnico che ha provocato lo stato di deterioramento e individuando strategie di contrasto per l'attuazione di un ripristino mirato.
Nel 2010 la chiesa è stata oggetto di studio e ricerca da parte del Dipartimento di Scienze della Terra di Cagliari (prof. Stefano Columbu) con specifico rilievo digitale operato con 3D Laser Scanner da parte del Dipartimento di Architettura (al tempo Facoltà di Architettura) di Firenze (a cura di Giorgio Verdiani). Successivamente i dati raccolti sono stati elaborati nell'ambito della tesi di Marco Cannea. I dati prodotti sono stati infine integrati nel progetto “The Romanesque and the territory. Construction materials of the “Sardegna giudicale”: new approaches for the valorisation, protection and restoration” finanziato dalla Regione Sardegna 2012-2015.

## Galleria d'immagini

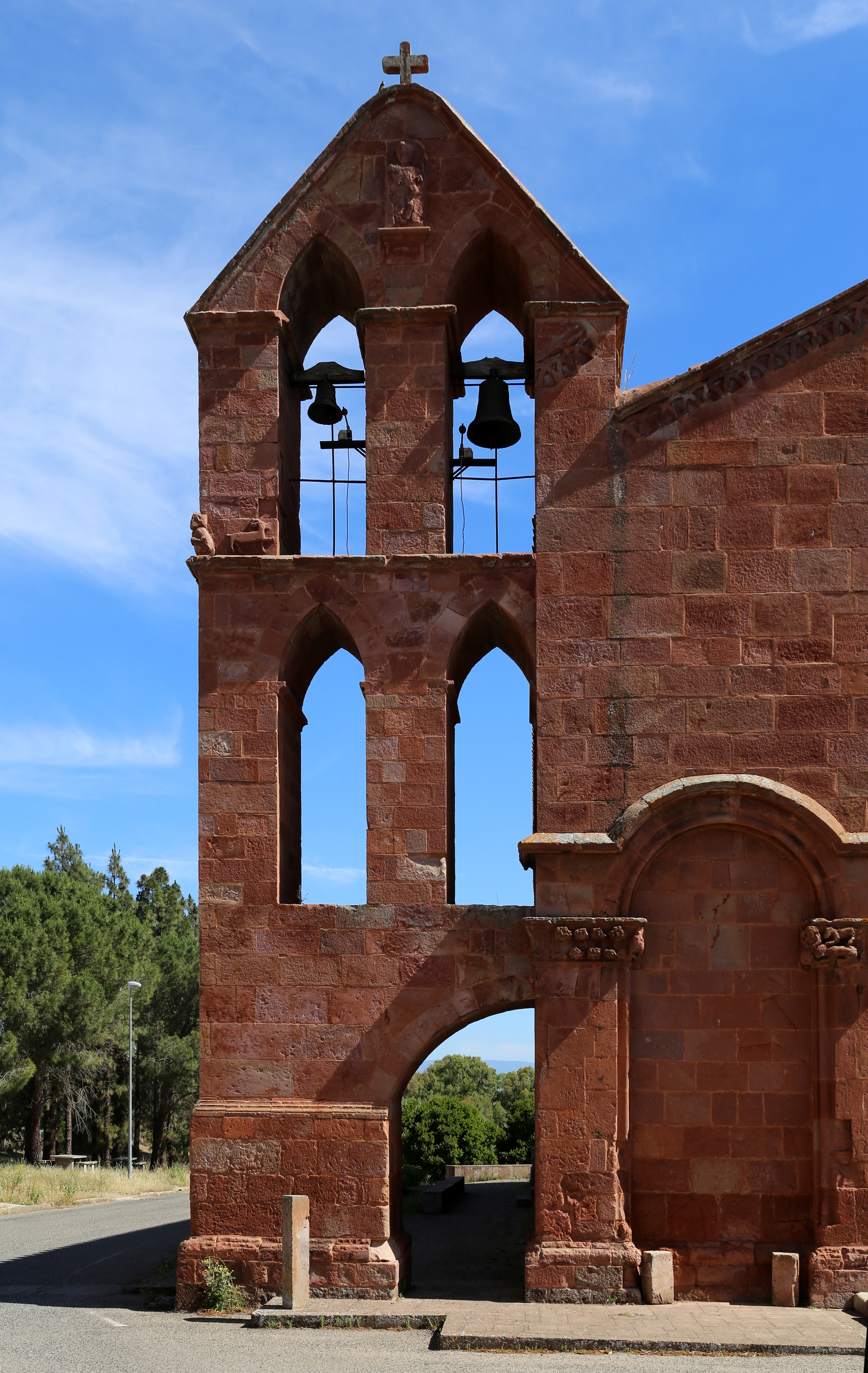
Campanile della chiesa
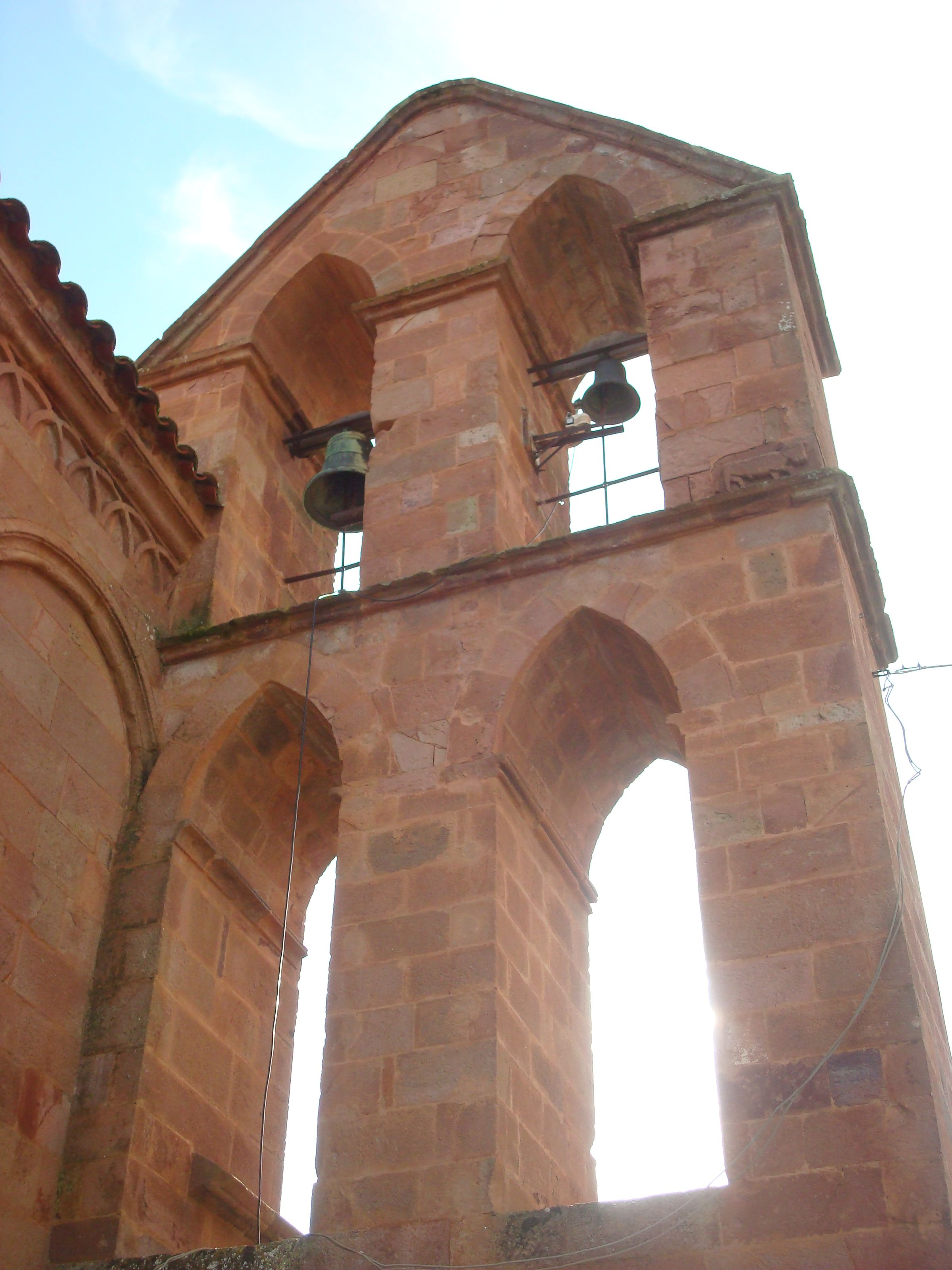
Particolare del campanile a vela
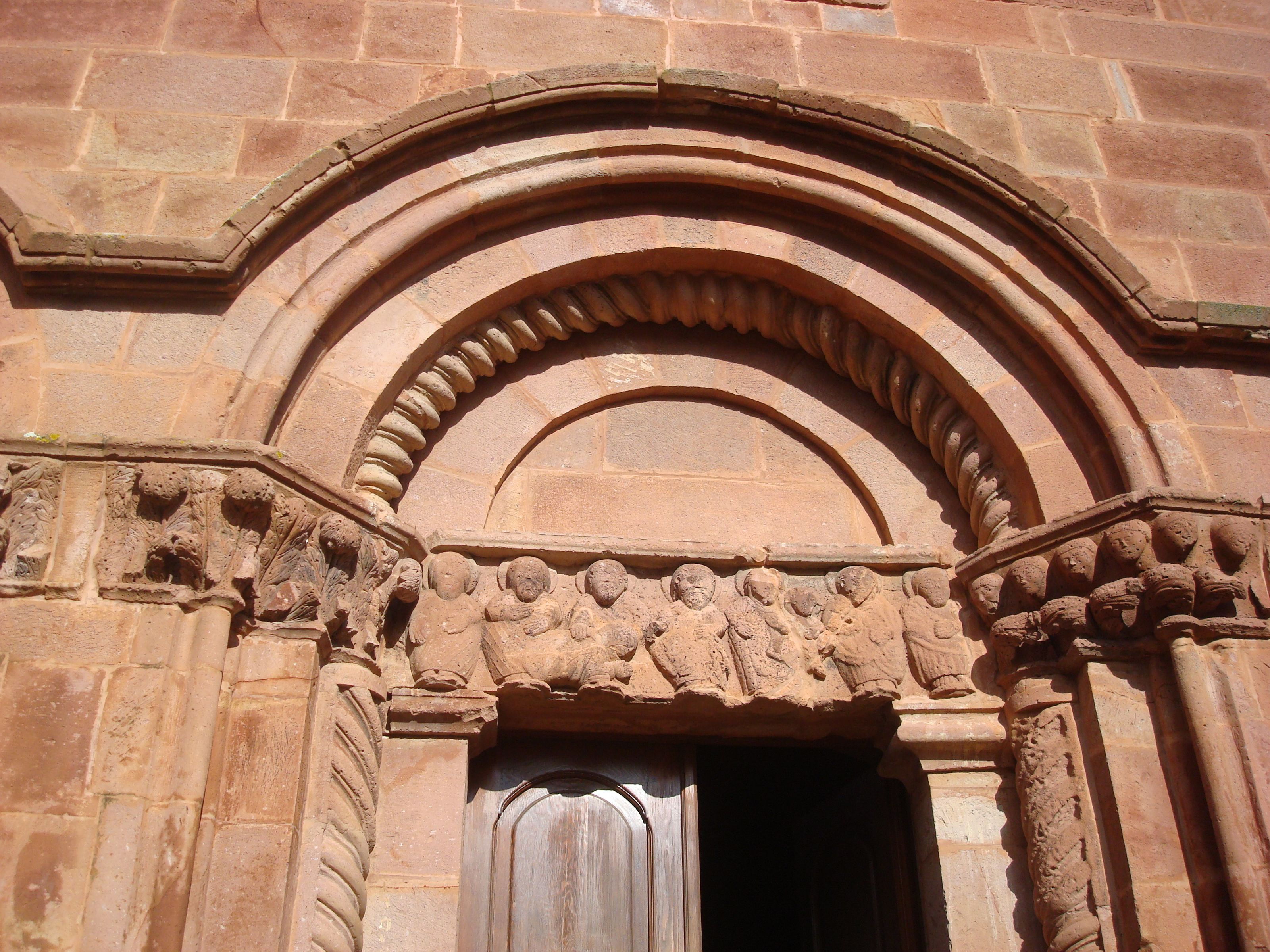
Particolare del portale maggiore (si possono Individuare la committente Sardigna de Lacon prostrata al suolo, la Madonna col Bambino, e il santo titolare della chiesa san Pietro, dalle chiavi appese alla veste)
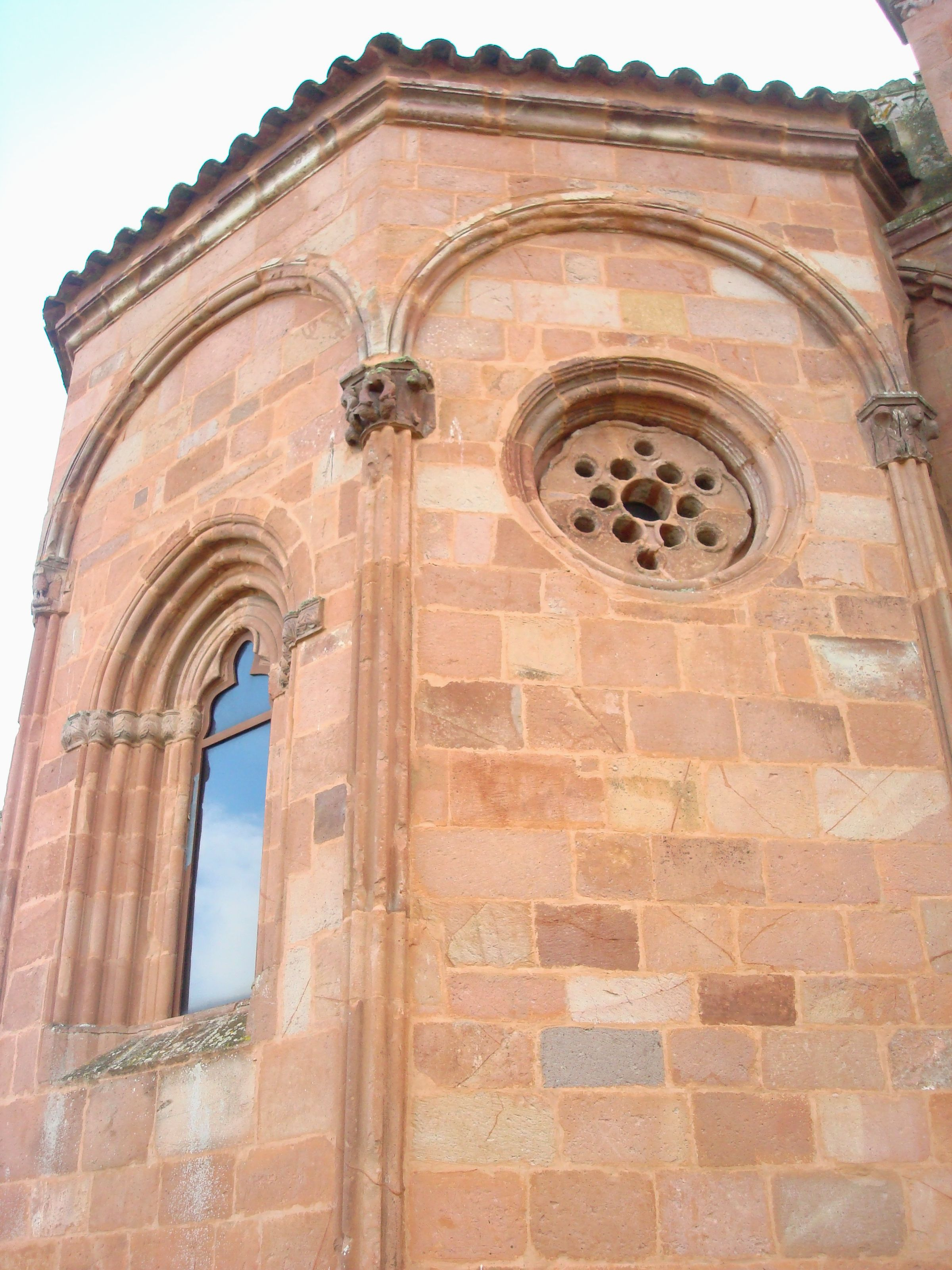
Particolare dell'abside
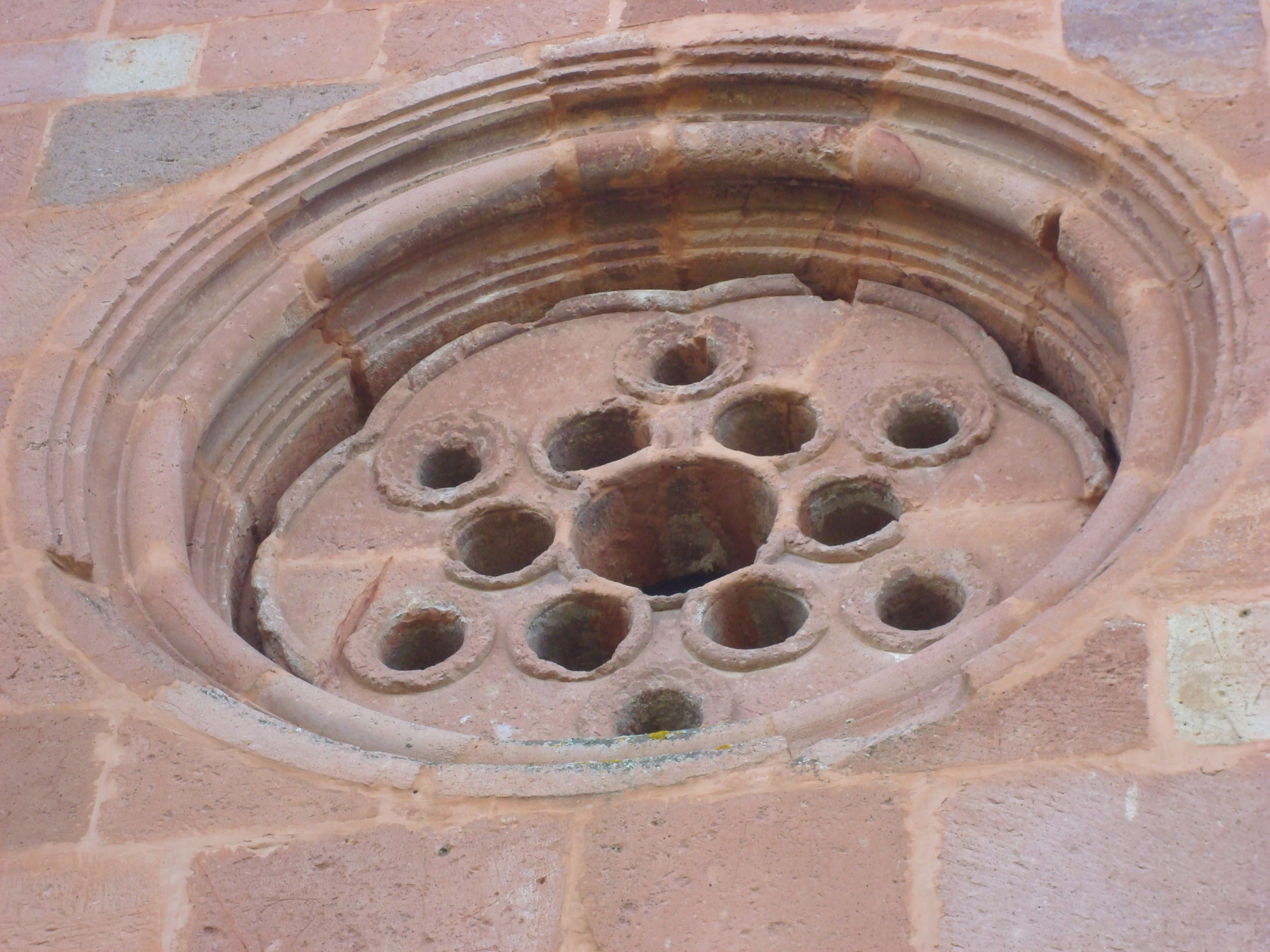
Particolare di un rosone
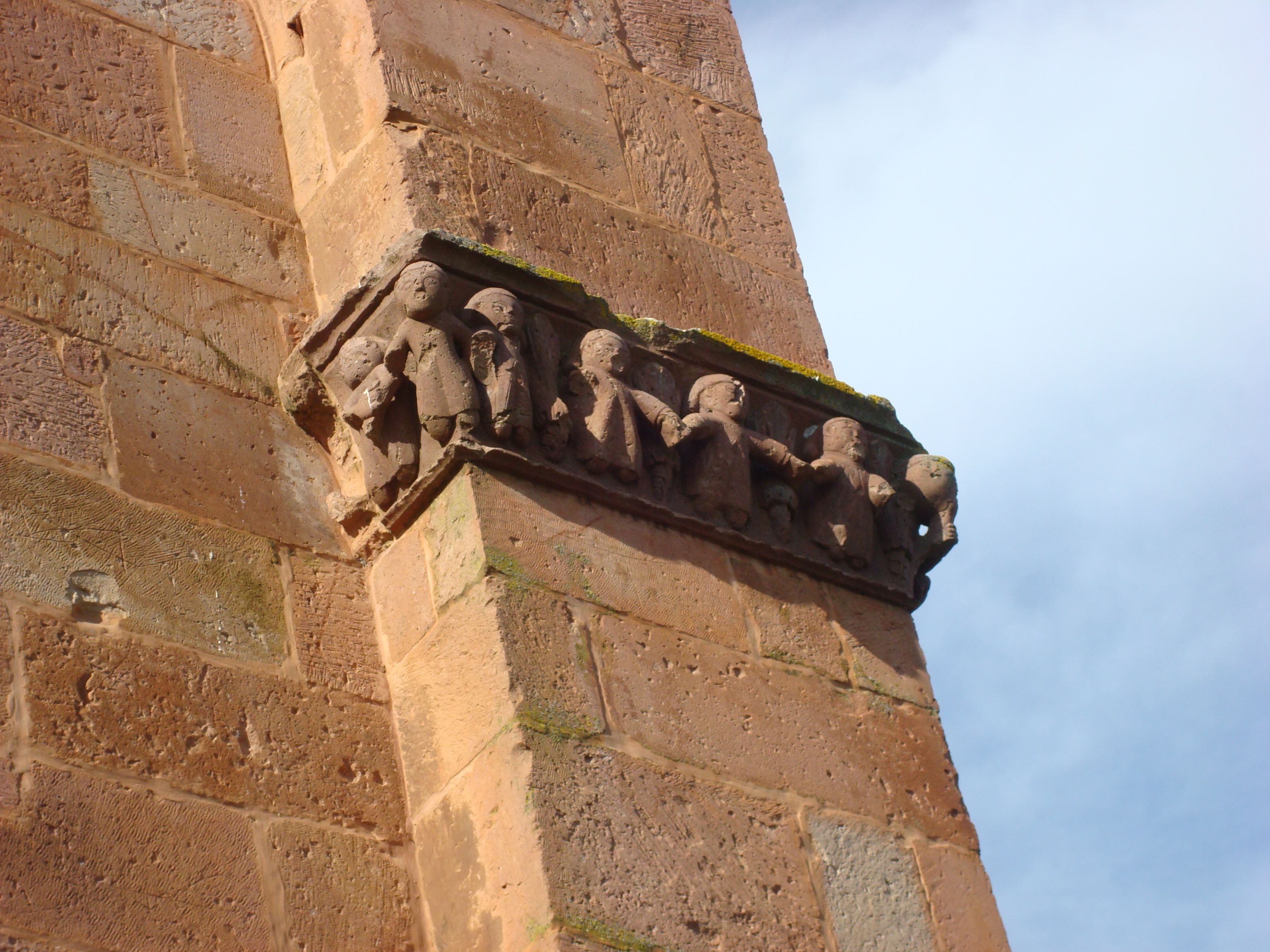
Semicapitello della pilastrata posteriore destra. Pellegrini che si tengono per mano (secondo alcuni è la più antica raffigurazione del ballo sardo)
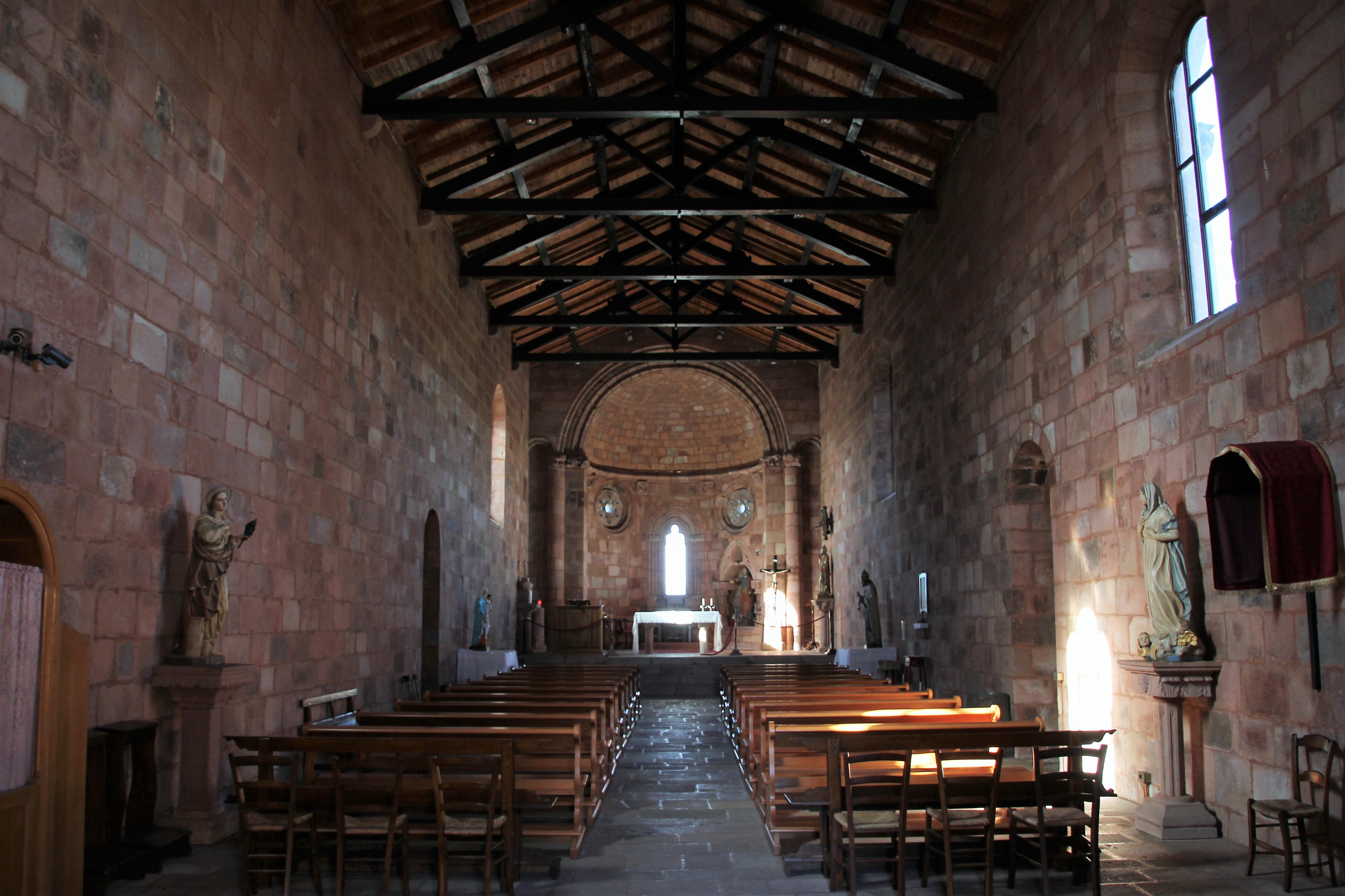
Interno verso l'abside
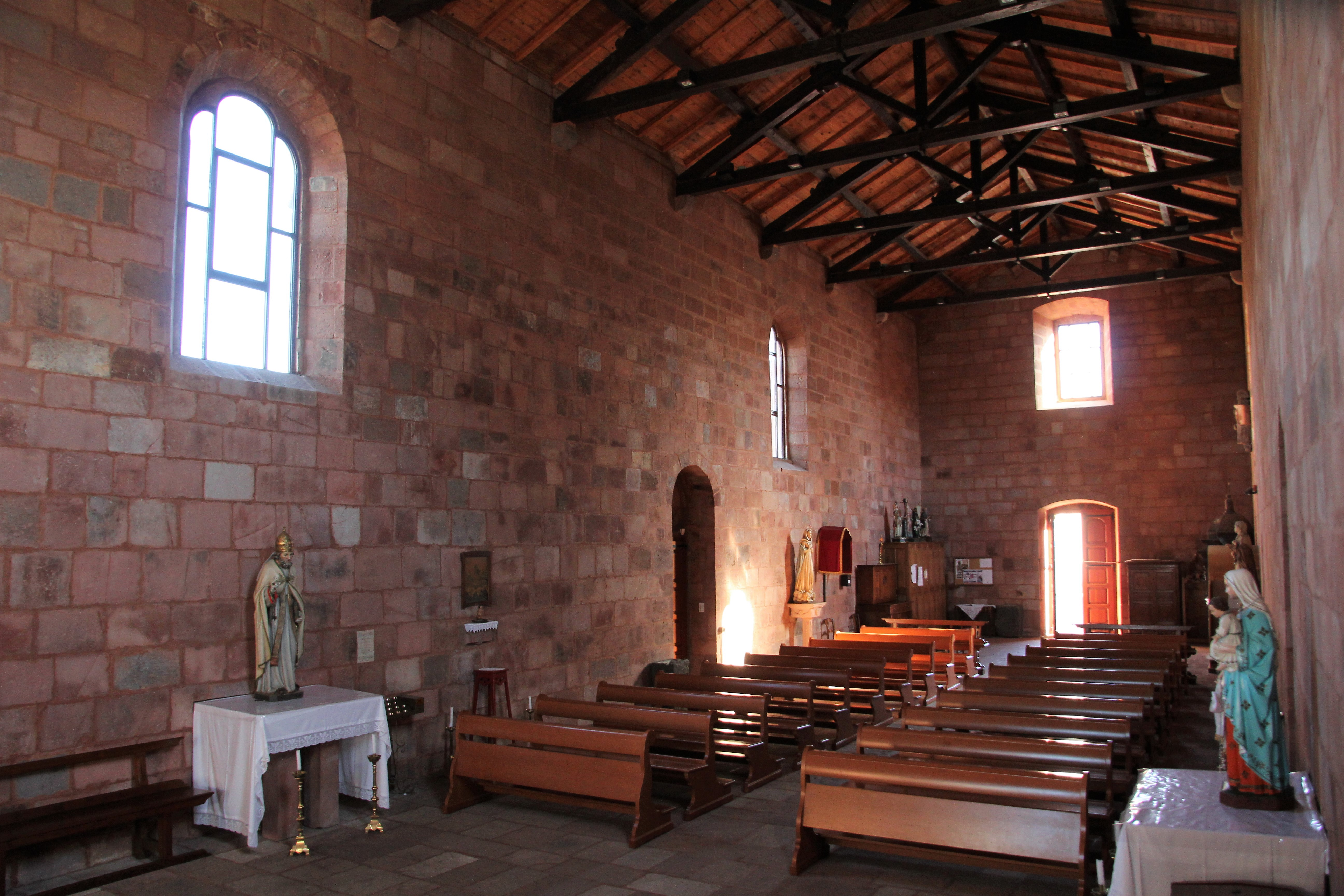
Interno verso la controfacciata